# Borjád, Baranya
Borjád (în germană Burjad) este un sat în districtul Bóly, județul Baranya, Ungaria, având o populație de 410 locuitori (2011).

## Demografie
Componența etnică a satului Borjád
     Maghiari (78,59%)
     Germani (19,7%)
     Necunoscut (0,86%)
     Croați (0,86%)
     Alții (0,86%)
Componența confesională a satului Borjád
     Romano-catolici (55,85%)
     Luterani (19,27%)
     Reformați (4,88%)
     Fără religie (4,88%)
     Necunoscută (15,12%)
     Alte religii (1,71%)
Conform recensământului din 2011, satul Borjád avea 410 locuitori. Din punct de vedere etnic, majoritatea locuitorilor (78,59%) erau maghiari, cu o minoritate de germani (19,7%). Apartenența etnică nu este cunoscută în cazul a 0,86% din locuitori.  Din punct de vedere confesional, majoritatea locuitorilor (55,85%) erau romano-catolici, existând și minorități de luterani (19,27%), reformați (4,88%) și persoane fără religie (4,88%). Pentru 15,12% din locuitori nu este cunoscută apartenența confesională.